# 朱家河站
朱家河站位于中华人民共和国湖北省武汉市江岸区，是武汉地铁阳逻线的地铁车站。

## 车站结构
车站位于兴盛路与旺盛街路口，沿旺盛街东西方向布设，为地下二层岛式车站，共设4个出入口，2组风亭。朱家河站内的艺术墙设计提取画家魏光庆的《朱子家训》作品元素，选取朱子家训的24个典故，古朴的绘本式画面，配上经典的故事，运用解构的手法表现出儒家精神的修身治家之道。

### 楼层分布
| 地面     | 地面               | 出入口                               |  |  |
| 地下一层 | 站厅               | 售票机、客服中心、武漢通充值、洗手間 |  |  |
| 地下二层 |                    | █ 阳逻线 往后湖大道（幸福湾）        |  |  |
|          | 岛式站台，左侧开门 |                                      |  |  |
|          |                    | █ 阳逻线 往金台（谌家矶）            |  |  |

### 车站出口
|                                                 |            |      |  |
| 出口編號                                        | 設施       | 照片 |  |
| A                                               | （未开放） |      |  |
| B                                               |            |      |  |
| C                                               |            |      |  |
| 注： 設有升降機 \| 設有輪椅升降台 \| 設有洗手間 |            |      |  |

## 鄰近地點
江岸区高新技术研发中心等

### 内部链接
- 武汉地铁车站列表